# Chimonobambusa hirtinoda
Chimonobambusa hirtinoda là một loài thực vật có hoa trong họ Hòa thảo. Loài này được C.S.Chao & K.M.Lan mô tả khoa học đầu tiên năm 1982.